# Аделіна Патті
Аделіна Патті (італ. Adelina Patti; повне ім'я Adela Juana Maria Patti; * 19 лютого 1843, Мадрид — † 27 вересня 1919, замок Крайг-і-Нос, англ. Craig Y Nos Castle, Уельс) — італійська співачка (колоратурне сопрано), улюблена вокалістка Джузеппе Верді. Дебютувала в Нью-Йорку 1859 року на сцені Італійської опери  в партії Лючії («Лючія ді Ламмермур» Гаетано Доніцетті). Співала в багатьох країнах і її гастролі мали тріумфальний успіх. Від 1897 залишила оперну сцену і виступала на концертах. Її репертуар складався в основному з колоратурних партій, ліричних, а також драматичних. Завдяки чистоті та красі її ліричного голосу й неперевершеній техніці бельканто Патті залишається однією з найвідоміших в історії співачок-сопрано. Вона співала професійно з дитинства і володіла колоратурним сопрано з ідеально вирівняними вокальними регістрами і теплим, шовковистим тембром.

## Біографія
Аделіна Патті була наймолодшою з чотирьох дітей Сальватора Патті (Salvator Patti, 1800-1869) і Катерини К'єза (Catherine Chiesa, померла 1870), двох італійських співаків, які проживали в Іспанії. Цікаво, що Аделіна народилася в будівлі Оперного театру в Мадриді, де її мати була оперною співачкою і співала тут заголовну партію в «Нормі» лишень за кілька годин до пологів.
Незабаром після народження Аделіна Патті разом з родиною емігрувала до США. Співати почала 1851 у віці 9 років, дала кілька концертів по всій країні з двома своїми старшими сестрами, Амелією (1831-1915) і Карлоттою (1835-1889 ), також співачками, під керівництвом Моріса Стракоша (Maurice Strakosch), піаніста та імпресаріо, який одружився з Амелією у 1852 році. Їх брат Карло (1830-1869) був скрипалем і диригентом. Припускають, що саме Стракош розкрив Аделіні тонкощі техніки співу, хоч, як це заведено серед деяких співаків, вона пізніше стверджувала, що є повністю самоучкою.
У 1859 році у віці 16 років, вона дебютувала в «Музичній академії» (Academy of Music) у Нью-Йорку в головній ролі опери «Лючія ді Ламмермур» Гаетано Доніцетті, а у 1861 році поїхала до Лондона, де вона тріумфувала в Ковент-Гардені у головній ролі опери «Сомнамбула» Вінченцо Белліні. За одержані гонорари Патті купила будинок в Клепгем (Clapham) - південно-західному районі Лондона і, проживаючи там, у наступні роки виїжджала на гастролі до Парижа та Відня, де її виступили мали також великий успіх.
У 1862 році, під час американського турне, Аделіна Патті співала Home! Sweet Home! Джона Говарда Пейна (John Howard Payne), у Білому домі для президента США, Авраама Лінкольна, і його дружини, Мері Лінкольн. У Лінкольна оплакували сина Віллі, який помер від тифу. Зворушений до сліз Лінкольн попросив виконати пісню на біс. Відтоді пісня стала пов'язаною з Аделіною Патті, і вона виконувала її багато разів на біс на своїх концертах.

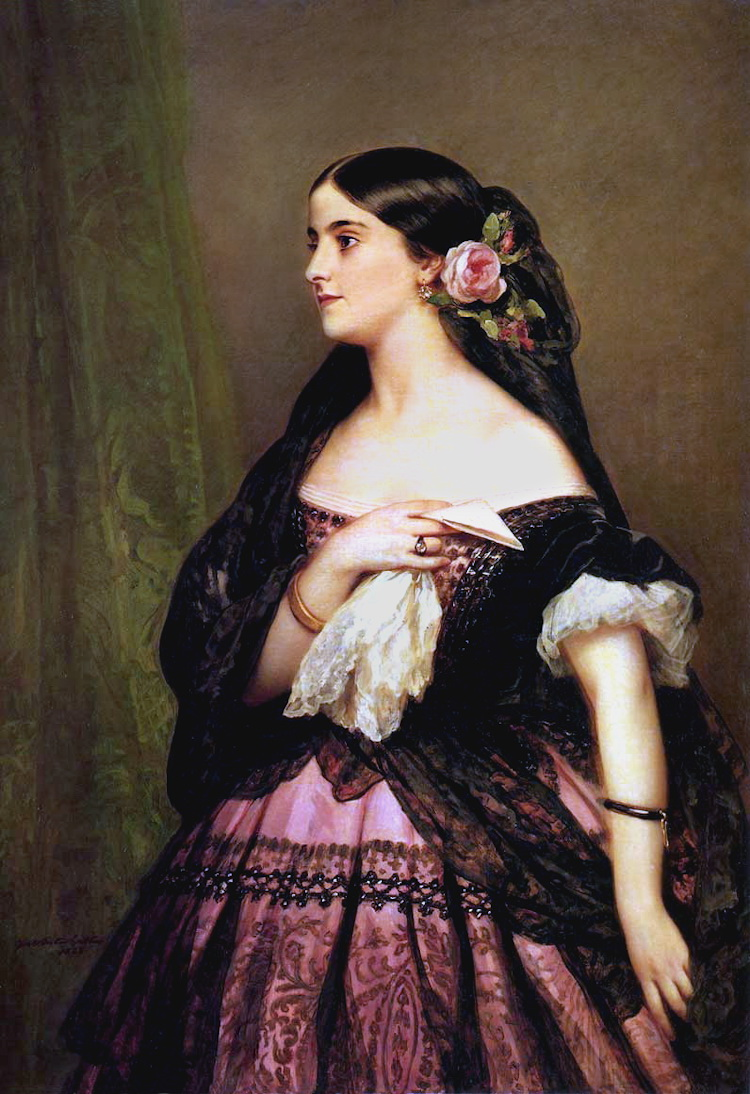
Аделіна Патті (1863)
Франц Ксавер Вінтергальтер
Franz Xaver Winterhalter

Сценічна кар'єра Патті —– це успіх після чергового успіху. Її виступи відбувалися не тільки в Англії та Сполучених Штатах, але і в Росії та Південній Америці. Приваблива зовнішність та вокальні дані доводили публіку до шаленства і одержували найвищі рецензії у музичних критиків.
В основі репертуару Аделіни Патті, або як її називали «діви Патті» (divas La Patti), були головні ролі у італійських та французьких операх. Прекрасне володіння технікою співу давало їй можливість виконувати вокально різні ролі – Луїзи Міллер, Аїди, Дездемони (Джузеппе Верді), Ельчії (Джоаккіно Россіні), Джоконди (Амількаре Понк'єллі), навіть Кармен (Жоржа Бізе).
Тричі одружувалася: у 1868 вона вийшла заміж у Лондоні за маркіза де Ко (Henri de Roger de Cahusac, marquis de Caux, 1825 - 1889), який був на шістнадцять років старший, і з яким вона дуже бурхливо розлучалася з 1877 до 1885 року. У 1886 одружилася з французьким тенором Ніколіні (Ernest Nicolas dit Nicolini, 1834 – 1898), з яким вона теж розлучилася, щоб вийти заміж у січні 1899 за шведського барона Olof Rudolf Cederström, (1870–1947).

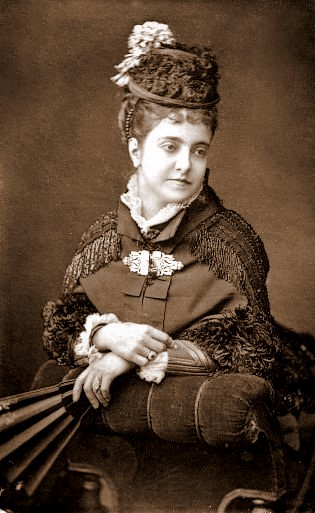
Аделіна Патті

У грудні1905 у замку Craig-y-Nos та у червні 1906 у Лондоні, у віці більше 60 років, записала деякі твори на диски: 
- Voi che sapete «Весілля Фігаро», (В. А. Моцарт)
- Air des Bijoux «Фауст», (Шарль Гуно)
- Ave Maria (Шарль Гуно)
- Si vous n'avez rien à me dire мелодія, (Віктор Гюго/ Mme. La Baronne Willy de Rothschild)
- Connais-tu le pays ? « Міньйон» (Амбруаз Тома)
- Batti, batti «Дон Жуан» (В. А. Моцарт)
- Casta diva «Норма», (Вінченцо Белліні)
- Ah! non credea mirarti «Сомнамбула», (Вінченцо Белліні)
- Il bacio (Луїджі Ардіті)
- La Serenata (Франческо Паоло Тості).

У 1906 році Аделіна Патті повністю покинула сцену і 27 вересня 1919 померла у своєму будинку в замку Craig-y-Nos в Уельсі, а через кілька днів була похована на цвинтарі Пер-Лашез (Père Lachaise) у Парижі.